# محوطه و تپه پشت قلعه
محوطه و تپه پشت قلعه مربوط به هزاره اول قبل از میلاد است و در شهرستان بیجار، بخش چنگ الماس، روستای آخکند پائین واقع شده و این اثر در تاریخ ۱۰ دی ۱۳۸۱ با شمارهٔ ثبت ۶۸۱۵ به‌عنوان یکی از آثار ملی ایران به ثبت رسیده است.